# بيرني غراهام
بيرني غراهام (بالإنجليزية: Bernie Graham)‏ هو لاعب كرة قاعدة أمريكي، ولد في 10 فبراير 1863 في بلويت في الولايات المتحدة، وتوفي في 10 أكتوبر 1886 في موبيل في الولايات المتحدة بسبب حمى التيفوئيد.

## وصلات خارجية
- بيرني غراهام على موقعبيزبول رفرنس.كوم (الدوري الرئيسي) (الإنجليزية)
- بيرني غراهام على موقعبيزبول رفرنس.كوم (الدوري الثانوي) (الإنجليزية)